# Grove City, Ohio
Grove City är en stad i Franklin County i Ohio och en förort till Columbus. Vid 2020 års folkräkning hade Grove City 41 252 invånare.